# 릴리아스 화이트
릴리어스 화이트(Lillias White, 1951년 7월 21일 ~ )는 미국의 배우, 텔레비전 배우, 성우, 영화배우이다.
브루클린에서 태어났다.

## 방송
- 더 겟 다운 시즌2

## 영화
- 덴 쉬 파운드 미 (2007년)
- 게임 6 (2005년)
- 에이프릴의 특별한 만찬 (2003년) - 이벳 역
- 인터뷰 위드 더 어쎄신 (2002년)
- 그린치 (2000년)
- 헤라클레스 (1998년)
- 헤라클레스 (1997년) - 칼리오페/뮤즈 목소리 역
- 법과 질서 (1990년)